# Пам'ятки Миколаєва
У місті Миколаєві нараховується 139 пам'яток архітектури, 109 пам'яток історії та 21 пам'ятка монументального мистецтва

## Пам'ятки архітектури
| №п/п    | Найменування пам'ятки | Адреса                                                                                              | Рішення                                                                               | значення                                                                        | Фото |
| ------- | --- | --------------------------------------------------------------------------------------------------- | ------------------------------------------------------------------------------------- | ------------------------------------------------------------------------------- | ---- |
| 1       | Житловий будинок сер. XIX ст. | вул. Адмірала Макарова, 12                                                                          | Розпорядження Голови МОДА 20.03.97 № 155-р                                            | місцевого значення                                                              |      |
| 2       | Житловий будинок, кінець XIX ст. | вул. Адмірала Макарова, 38                                                                          | Розпорядження Голови МОДА 20.03.97 № 155-р                                            | місцевого значення                                                              |      |
| 3       | Житловий будинок, кінець XIX ст. — початок ХХ ст. | вул. Адміральська, 1                                                                                | Розпорядження Голови МОДА 20.03.97 № 155-р                                            | місцевого значення                                                              |      |
| 4       | Житловий будинок, кінець XIX ст. | вул. Адміральська, 3                                                                                | Розпорядження Голови МОДА 20.03.97 № 155-р                                            | місцевого значення                                                              |      |
| 5       | Будинок штабу флоту 1796 р. Будинок командира Чорноморського флоту та портів XVIII XIX ст.                                                                              | вул. Адміральська, 4                                                                                | Пост. РМ УРСР 24.08.63 № 970 Рішення МО 02.07.71 № 357                                | пам'ятка архітек. національного значення та пам'ятка історії місцевого значення |      |
| 6       | Особняк, кінець ХІХ ст. — початок ХХ ст. | вул. Адміральська, 5                                                                                | Розпорядження Голови МОДА 20.03.97 № 155-р                                            | місцевого значення                                                              |      |
| 7       | Лютеранська церква 1848—1852 рр. | вул. Адміральська, 12                                                                               | Розпорядження Голови МОДА 20.03.97 № 155-р                                            | місцевого значення                                                              |      |
| 8       | Житловий будинок поч. 40-х р. XIX ст. (у рішенні будинок пастора) | вул. Адміральська, 14                                                                               | Розпорядження Голови МОДА 20.03.97 № 155-р                                            | місцевого значення                                                              |      |
| 9       | Житловий будинок ІІ пол. XIX ст. | вул. Адміральська, 15                                                                               | Розпорядження Голови МОДА 20.03.97 № 155-р                                            | місцевого значення                                                              |      |
| 10      | Нове гідрографічне депо І пол. XIX ст. | вул. Адміральська, 16                                                                               | Розпорядження Голови МОДА 20.03.97 № 155-р                                            | місцевого значення                                                              |      |
| 11      | Житловий будинок XIX ст. | вул. Адміральська, 17                                                                               | Розпорядження Голови МОДА 20.03.97 № 155-р                                            | місцевого значення                                                              |      |
| 12      | Адміністративна будівля 1954 р. | вул. Адміральська, 20                                                                               | Розпорядження Голови МОДА 20.03.97 № 155-р                                            | місцевого значення                                                              |      |
| 13      | Міське дівоче училище (2-га жіноча гімназія) ІІ пол. XIX ст. | вул. Адміральська, 24                                                                               | Розпорядження Голови МОДА 20.03.97 № 155-р                                            | місцевого значення                                                              |      |
| 14      | Житловий будинок XIX ст. | вул. Адміральська, 26                                                                               | Розпорядження Голови МОДА 20.03.97 № 155-р                                            | місцевого значення                                                              |      |
| 15      | Приватний театр Монте 1881 р. Будинок театру Монте, в якому виступали видатні діячі культури та мистецтва 1881 р., к.XIX — початок XX ст.                               | вул. Адміральська, 27                                                                               | Рішення МО 18.12.84 № 538 Розпорядження Голови МОДА 08.09.99 № 556-р                  | місцевого значення пам. історії місцевого значення                              |      |
| 16      | Житловий будинок прибуткового типу, кінець XIX ст. — початок ХХ ст. | вул. Адміральська, 41                                                                               | Розпорядження Голови МОДА 20.03.97 № 155-р                                            | місцевого значення                                                              |      |
| 17      | Житловий будинок-особняк 1840—1850 рр. | вул. Артилерійська, 6                                                                               | Розпорядження Голови МОДА 20.03.97 № 155-р                                            | місцевого значення                                                              |      |
| 18      | Офіцерське зібрання 1820 р. | вул. Артилерійська, 7                                                                               | Пост.РМ УРСР 24.08.63 № 970                                                           | національного значення                                                          |      |
| 19      | Комерційне училище ім. статс-секретаря С. Ю. Вітте ІІ пол. XIX ст. Будинок колишнього чоловічого училища, в якому вчився І. Е. Бабель, відомий письменник 1903—1905 рр. | вул. Артилерійська, 19                                                                              | Розпорядження Голови МОДА 20.03.97 № 155-р Розпорядження Голови МОДА 08.09.99 № 556-р | пам. арх. місцевого значення та пам. історії місцевого значення                 |      |
| 20 — 22 | Комплекс будівель водолікарні доктора Кенігсберга 1901 р. | вул. Велика Морська, 27 (3 корп.)                                                                   | Розпорядження МОДА 20.03.97 № 155-р                                                   | місцевого значення                                                              |      |
| 23      | Житловий будинок прибуткового типу, кінець XIX ст. | вул. Велика Морська, 35                                                                             | Розпорядження МОДА 20.03.97 № 155-р                                                   | місцевого значення                                                              |      |
| 24      | Житловий будинок прибуткового типу, кінець XIX ст. | вул. Велика Морська, 38                                                                             | Розпорядження МОДА 20.03.97 № 155-р                                                   | місцевого значення                                                              |      |
| 25      | Житловий будинок — особняк, кінець XIX ст. | вул. Велика Морська, 42                                                                             | Розпорядження МОДА 20.03.97 № 155-р                                                   | місцевого значення                                                              |      |
| 26      | Будівля громадського призначення початок XIX ст. Будівля, в якій знаходився штаб 15-ї Сиваської дивізії 1922—1939 рр.                                                   | вул. Велика Морська, 47                                                                             | Рішення Миколаївського облвиконкому 28.05.85 № 237 Рішення МО 09.08.88 № 216          | місцевого значення пам. історії місцевого значення                              |      |
| 27      | Житловий будинок прибуткового типу ІІ половина XIX ст. | вул. Велика Морська, 48                                                                             | Розпорядження МОДА 20.03.97 № 155-р                                                   | місцевого значення                                                              |      |
| 28      | Банк, кінець ХІХ-початок XX ст. | вул. Велика Морська, 58                                                                             | Розпорядження МОДА 20.03.97 № 155-р                                                   | місцевого значення                                                              |      |
| 29      | Житловий будинок прибуткового типу, кінець XIX-початок XX ст. | вул. Велика Морська, 71                                                                             | Розпорядження МОДА 20.03.97 № 155-р                                                   | місцевого значення                                                              |      |
| 30      | Леонідо-Феодосіївська церква при лікарні, кінець XIX-початок XX ст.. | вул. 2-а Екіпажна, 4                                                                                | Розпорядження МОДА 20.03.97 № 155-р                                                   | місцевого значення                                                              |      |
| 31      | Житловий будинок XIX ст. | вул. Громадянська, 11                                                                               | Розпорядження МОДА 20.03.97 № 155-р                                                   | місцевого значення                                                              |      |
| 32      | Житловий будинок прибуткового типу, кінець XIX ст. | вул. Громадянська, 16                                                                               | Розпорядження МОДА від 20.03.97 № 155-р                                               | місцевого значення                                                              |      |
| 33      | Будинок А. Н. Ушакова, кінець XIX ст. | вул. Декабристів, 5                                                                                 | Розпорядження МОДА 20.03.97 № 155-р                                                   | місцевого значення                                                              |      |
| 34      | Житловий будинок прибуткового типу, кінець XIX ст. | вул. Декабристів, 15                                                                                | Розпорядження МОДА 20.03.97 № 155-р                                                   | місцевого значення                                                              |      |
| 35      | Житловий будинок-особняк, кінець XIX ст. | вул. Декабристів, 26                                                                                | Розпорядження МОДА 20.03.97 № 155-р                                                   | місцевого значення                                                              |      |
| 36      | Житловий будинок-особняк, кінець XIX ст. | вул. Декабристів, 26-а                                                                              | Розпорядження МОДА 20.03.97 № 155-р                                                   | місцевого значення                                                              |      |
| 37      | Римсько-католицький костьол 1896 р. | вул. Декабристів, 32                                                                                | Розпорядження МОДА 20.03.97 № 155-р                                                   | місцевого значення                                                              |      |
| 38      | Однокласне парафіяльне училище та притулок римсько-католицького благодійного товариства 1900 р.                                                                         | вул. Декабристів, 32, Корп. А                                                                       | Розпорядження МОДА 20.03.97 № 155-р                                                   | місцевого значення                                                              |      |
| 39      | Житловий будинок прибуткового типу, кінець XIX ст. | вул. Дунаєва, 33                                                                                    | Розпорядження МОДА 20.03.97 № 155-р                                                   | місцевого значення                                                              |      |
| 40      | Український театр драми та музичної комедії, кінець XIX ст. | вул. Дунаєва, 59                                                                                    | Рішення МО 28.05.85 № 237                                                             | місцевого значення                                                              |      |
| 41      | Будівля громадського призначення, кінець ХІХ—початок XX ст. | вул. Інженерна, 3                                                                                   | Розпорядження МОДА від 20.03.97 № 155-р                                               | місцевого значення                                                              |      |
| 42      | Житловий будинок-особняк, кінець XIX ст. | вул. Інженерна, 6                                                                                   | Розпорядження МОДА 20.03.97 № 155-р                                                   | місцевого значення                                                              |      |
| 43      | Училище для дочок нижчих чинів морського відомства поч. 40-х р. XIX ст.                                                                                                 | вул. Котельна, 10                                                                                   | Розпорядження МОДА 20.03.97 № 155-р                                                   | місцевого значення                                                              |      |
| 44      | Свято-Духівська церква 1856 р. | вул. Троїцька, 109                                                                                  | Розпорядження МОДА 20.03.97 № 155-р                                                   | місцевого значення                                                              |      |
| 45      | Будинок братів Донських 80-ті роки XIX ст. | просп. Центральний, 93                                                                              | Розпорядження МОДА 20.03.97 155-р                                                     | місцевого значення                                                              |      |
| 46      | Житловий будинок прибуткового типу (2-поверховий) ІІ пол. XIX ст. | вул. Шнеєрсона, 12                                                                                  | Розпорядження МОДА від 20.03.97 № 155-р                                               | місцевого значення                                                              |      |
| 47      | Житловий будинок прибуткового типу, кінець XIX ст. | вул. Шнеєрсона, 12                                                                                  | Розпорядження МОДА 20.03.97 № 155-р                                                   | місцевого значення                                                              |      |
| 48      | Синагога 1822 р. | вул. Шнеєрсона, 13                                                                                  | Розпорядження МОДА 20.03.97 № 155-р                                                   | місцевого значення                                                              |      |
| 49      | Службовий корпус з комплексу споруд синагоги сер. XIX ст. | вул. Шнеєрсона, 15                                                                                  | Розпорядження МОДА 20.03.97 № 155-р                                                   | місцевого значення                                                              |      |
| 50      | Житловий будинок-особняк, кінець XIX ст. | вул. Шнеєрсона, 18                                                                                  | Розпорядження МОДА 20.03.97 № 155-р                                                   | місцевого значення                                                              |      |
| 51      | Церква Різдва Богородиці 1794—1799 рр. | вул. Лягіна, 10                                                                                     | Розпорядження МОДА 20.03.97 № 155-р                                                   | місцевого значення                                                              |      |
| 52      | Житловий будинок 40-50 рр. | вул. Маріупольська, 13                                                                              | Розпорядження МОДА 20.03.97 № 155-р                                                   | місцевого значення                                                              |      |
| 53      | Житловий будинок прибуткового типу, кінець XIX ст. | вул. Набережна, 1                                                                                   | Розпорядження МОДА 20.03.97 № 155-р                                                   | місцевого значення                                                              |      |
| 54      | Ротонда, початок XX ст. | вул. Набережна (ріг вул. Фалєєвської)                                                               | Розпорядження МОДА 20.03.97 № 155-р                                                   | місцевого значення                                                              |      |
| 55      | Павільйон початок XX ст. | вул. Набережна (ріг вул. Фалєєвської)                                                               | Розпорядження МОДА 20.03.97 № 155-р                                                   | місцевого значення                                                              |      |
| 5657    | Брама і мури суднобудівної верфі 1848 р. | вул. Набережна (територія Миколаївського суднобудівного заводу) (2 об'єкта)                         | Пост.РМ УРСР 24.08.63 № 970                                                           | національного значення                                                          |      |
| 58      | Модельний павільйон Адміралтейства 1838—1842 рр. | вул. Набережна (територія Миколаївського суднобудівного заводу)                                     | Розпорядження МОДА 20.03.97 № 155-р                                                   | місцевого значення                                                              |      |
| 59      | Адміністративне приміщення заводоуправління 1951 р. | вул. Набережна, 21 (така адреса зазначена в розпорядженні, правильна адреса: вул. Адміральська, 38) | Розпорядження МОДА 20.03.97 № 155-р                                                   | місцевого значення                                                              |      |
| 6061    | Старофлотські казарми 1850 р. | вул. Набережна, 29 (2 корпуси)                                                                      | Пост.РМ УРСР 24.08.63 № 970                                                           | національного значення                                                          |      |
| 62      | Житловий будинок прибуткового типу, кінець XIX ст. | вул. Наваринська, 1 (в розпорядженні — вул. Адміральська, 7, що є помилкою)                         | Розпорядження МОДА 20.03.97 № 155-р                                                   | місцевого значення                                                              |      |
| 63      | Житловий будинок-особняк, кінець XVIII ст. | вул. Наваринська, 3                                                                                 | Розпорядження МОДА 20.03.97 155-р                                                     | місцевого значення                                                              |      |
| 64      | Житловий будинок-особняк, кінець XIX ст. | вул. Нікольська, 1                                                                                  | Розпорядження МОДА 20.03.97 № 155-р                                                   | місцевого значення                                                              |      |
| 65      | Житловий будинок-особняк XIX ст. | вул. Нікольська, 9                                                                                  | Розпорядження МОДА 20.03.97 № 155-р                                                   | місцевого значення                                                              |      |
| 66      | Олександрівське реальне училище, 1873 р. | вул. Нікольська, 25                                                                                 | Розпорядження МОДА 20.03.97 № 155-р                                                   | місцевого значення                                                              |      |
| 67      | Житловий будинок прибуткового типу І чв. XIX ст. | вул. Нікольська, 27                                                                                 | Розпорядження МОДА 20.03.97 № 155-р                                                   | місцевого значення                                                              |      |
| 68      | Житловий будинок, кінець XIX ст., прибуд.-1912 р. | вул. Нікольська, 30                                                                                 | Розпорядження МОДА 20.03.97 № 155-р                                                   | місцевого значення                                                              |      |
| 69      | Маріїнська гімназія 1982 р. Будинок, в якому, була школа де навчався В. Хоменко, юний розвідник, учасник підпільної організації «Миколаївський центр» 1941 −1942 рр.    | вул. Нікольська, 34 (Аркасівський сквер)                                                            | Розпорядження МОДА 20.03.97 № 155-р Рішення МО 02.07.71 № 357                         | місцевого значення пам. історії місцевого значення                              |      |
| 70      | Житловий будинок-особняк сер. XIX ст. | вул. Нікольська, 37                                                                                 | Розпорядження МОДА 20.03.97 № 155-р                                                   | місцевого значення                                                              |      |
| 71      | Житловий будинок-особняк сер. XIX ст. | вул. Нікольська, 37-а                                                                               | Розпорядження МОДА 20.03.97 № 155-р                                                   | місцевого значення                                                              |      |
| 72      | Житловий будинок-особняк ІІ пол. XIX ст. | вул. Нікольська, 40                                                                                 | Розпорядження МОДА 20.03.97 № 155-р                                                   | місцевого значення                                                              |      |
| 73      | Житловий будинок, кінець XIX ст. | вул. Нікольська, 44                                                                                 | Розпорядження МОДА 20.03.97 № 155-р                                                   | місцевого значення                                                              |      |
| 74      | Житловий будинок, кінець XIX ст. | вул. Нікольська, 46                                                                                 | Розпорядження МОДА 20.03.97 № 155-р                                                   | місцевого значення                                                              |      |
| 75      | Італійське консульство ІІ пол. XIX ст. Будинок, де у 1917 р. був штаб Червоної гвардії                                                                                  | вул. Нікольська, 52                                                                                 | Розпорядження МОДА 20.03.97 № 155-р Рішення МО 02.07.71 № 357                         | Пам. арх. місцевого значення та пам. історії місцевого значення                 |      |
| 76      | Миколаївське відділення Одеського облікового банку 80-роки XIX ст. Будинок, в якому розміщувалась Рада робітничих та військових депутатів у 1917 р.                     | вул. Нікольська, 68                                                                                 | Розпорядження МОДА 20.03.97 № 155-р Рішення МО 02.07.71 № 357                         | місцевого значення пам. історії місцевого значення                              |      |
| 77      | Обсерваторія 1827 р. | вул. Обсерваторна, 1                                                                                | Пост.РМ УРСР 24.08.63 № 970                                                           | національного значення                                                          |      |
| 78      | Житловий будинок ІІ пол. XIX ст. | вул. Потьомкінська, 13                                                                              | Розпорядження МОДА 20.03.97 № 155-р                                                   | місцевого значення                                                              |      |
| 79      | Будівля громадського призначення початок XX ст. | вул. Потьомкінська, 24                                                                              | Розпорядження МОДА 20.03.97 № 155-р                                                   | місцевого значення                                                              |      |
| 80      | Будівля громадського призначення початок XX ст. | вул. Потьомкінська, 41                                                                              | Розпорядження МОДА 20.03.97 № 155-р                                                   | місцевого значення                                                              |      |
| 81      | Церковно-парафіяльна Школа церкви Різдва Богородиці, кінець XIX ст. | вул. Потьомкінська, 50                                                                              | Розпорядження МОДА 20.03.97 № 155-р                                                   | місцевого значення                                                              |      |
| 82      | Житловий будинок прибуткового типу ІІ пол. XIX ст. | вул. Потьомкінська, 59                                                                              | Розпорядження МОДА 20.03.97 № 155-р                                                   | місцевого значення                                                              |      |
| 83      | Житловий будинок прибуткового типу ІІ пол. XIX ст. | вул. Потьомкінська, 65                                                                              | Розпорядження МОДА 20.03.97 № 155-р                                                   | місцевого значення                                                              |      |
| 84      | Житловий будинок сер. XIX ст. | вул. Потьомкінська, 67                                                                              | Розпорядження МОДА 20.03.97 № 155-р                                                   | місцевого значення                                                              |      |
| 85      | Крамниця початок XIX ст. | вул. Потьомкінська, 67-а                                                                            | Розпорядження МОДА 20.03.97 № 155-р                                                   | місцевого значення                                                              |      |
| 86      | Житловий будинок прибуткового типу, кінець XIX — початок ХХ ст. | вул. Потьомкінська, 80                                                                              | Розпорядження МОДА 20.03.97 № 155-р                                                   | місцевого значення                                                              |      |
| 87      | Будинок спеціалістів ІІ пол. 30 рр. ХХ ст. | вул. Потьомкінська, 81-83                                                                           | Розпорядження МОДА 20.03.97 № 155-р                                                   | місцевого значення                                                              |      |
| 88      | Житловий будинок, кінець XIX ст. | вул. Потьомкінська, 94                                                                              | Розпорядження МОДА 20.03.97 № 155-р                                                   | місцевого значення                                                              |      |
| 89      | Житловий будинок прибуткового типу, кінець XIX ст. | вул. Потьомкінська, 104                                                                             | Розпорядження МОДА від 20.03.97 № 155-р                                               | місцевого значення                                                              |      |
| 90      | Житловий будинок ІІІ чв.XIX ст. | вул. Пушкінська, 2                                                                                  | Розпорядження МОДА 20.03.97 № 155-р                                                   | місцевого значення                                                              |      |
| 91      | Житловий будинок сер. XIX ст. | вул. Пушкінська, 4                                                                                  | Розпорядження МОДА 20.03.97 № 155-р                                                   | місцевого значення                                                              |      |
| 92      | Житловий будинок, кінець XIX ст. | вул. Пушкінська, 11                                                                                 | Розпорядження МОДА 20.03.97 № 155-р                                                   | місцевого значення                                                              |      |
| 93      | Житловий будинок XIX ст. | вул. Пушкінська, 12                                                                                 | Розпорядження МОДА 20.03.97 № 155-р                                                   | місцевого значення                                                              |      |
| 94      | Житловий будинок прибуткового типу, кінець XIX-початок XX ст. | вул. Пушкінська, 25                                                                                 | Розпорядження МОДА 20.03.97 № 155-р                                                   | місцевого значення                                                              |      |
| 95      | Житловий будинок, кінець XIX ст. | вул. Пушкінська, 35                                                                                 | Розпорядження МОДА 20.03.97 № 155-р                                                   | місцевого значення                                                              |      |
| 96      | Технічне залізничне училище 1897 р. | вул. Пушкінська, 71                                                                                 | Розпорядження МОДА 20.03.97 № 155-р                                                   | місцевого значення                                                              |      |
| 97      | Житловий будинок прибуткового типу початок XX ст. | вул. Соборна, 3                                                                                     | Розпорядження МОДА 20.03.97 № 155-р                                                   | місцевого значення                                                              |      |
| 98      | Трамвайна підстанція 1913—1916 рр. | вул. Соборна, 8-а                                                                                   | Розпорядження МОДА 20.03.97 № 155-р                                                   | місцевого значення                                                              |      |
| 99      | Житловий будинок-особняк, початок XX ст. | вул. Рюміна, 2-а                                                                                    | Розпорядження МОДА 20.03.97 № 155-р                                                   | місцевого значення                                                              |      |
| 100     | Водонапірна башта 1907 р. | вул. Рюміна, 9                                                                                      | Розпорядження МОДА 20.03.97 № 155-р                                                   | місцевого значення                                                              |      |
| 101     | Церква Касперівської Божої матері 1904—1916 рр. | вул. Садова, 12                                                                                     | Розпорядження МОДА 20.03.97 № 155-р                                                   | місцевого значення                                                              |      |
| 102     | Початкова школа ім. Л. М. Толстого ІІ пол. XIX ст. | вул. Севастопольська, 63                                                                            | Розпорядження МОДА 20.03.97 № 155-р                                                   | місцевого значення                                                              |      |
| 103     | Морська гімназія 1850 р. Будівля, в якій навчався В. Л. Шанцер 1882—1887 р.р.                                                                                           | вул. 1-а Слобідська, 2                                                                              | Пост.РМ УРСР 24.08.63 № 970 Рішення МО 20.07.78 № 370                                 | пам'ятка архітек. національного значення та пам'ятка історії місцевого значення |      |
| 104     | Житловий будинок-особняк, кінець XIX ст. | вул. Спаська, 4                                                                                     | Розпорядження МОДА 20.03.97 № 155-р                                                   | місцевого значення                                                              |      |
| 105     | Будівля громадського призначення XIX ст. | вул. Спаська, 10                                                                                    | Розпорядження МОДА 20.03.97 № 155-р                                                   | місцевого значення                                                              |      |
| 106     | Будівля громадського призначення ІІ пол. XIX ст. | вул. Спаська, 18                                                                                    | Розпорядження МОДА 20.03.97 № 155-р                                                   | місцевого значення                                                              |      |
| 107     | Житловий будинок-особняк ост. чв. XIX ст. | вул. Спаська, 20                                                                                    | Розпорядження МОДА 20.03.97 № 155-р                                                   | місцевого значення                                                              |      |
| 108     | Житловий будинок-особняк 80-ті роки XIX ст. | вул. Спаська, 22                                                                                    | Розпорядження МОДА 20.03.97 № 155-р                                                   | місцевого значення                                                              |      |
| 109     | Житловий будинок-особняк ост.чв.XIX ст. | вул. Спаська, 28                                                                                    | Розпорядження МОДА 20.03.97 № 155-р                                                   | місцевого значення                                                              |      |
| 110     | Житловий будинок-особняк початок XX ст. | вул. Спаська, 29                                                                                    | Розпорядження МОДА 20.03.97 № 155-р                                                   | місцевого значення                                                              |      |
| 111     | Житловий будинок прибуткового типу, кінець XIX ст. | вул. Спаська, 30                                                                                    | Розпорядження МОДА 20.03.97 № 155-р                                                   | місцевого значення                                                              |      |
| 112     | Житловий будинок прибуткового типу, кінець XIX ст. | вул. Спаська, 33                                                                                    | Розпорядження МОДА 20.03.97 № 155-р                                                   | місцевого значення                                                              |      |
| 113     | Державний банк, кінець XIX ст. | вул. Спаська, 41                                                                                    | Розпорядження МОДА 20.03.97 № 155-р                                                   | місцевого значення                                                              |      |
| 114     | Житловий будинок-особняк, кінець XIX ст. | вул. Спаська, 41-а                                                                                  | Розпорядження МОДА 20.03.97 № 155-р                                                   | місцевого значення                                                              |      |
| 115     | Житловий будинок сер. XIX ст. | вул. Спаська, 43                                                                                    | Рішення Миколаївського облвиконкому 19.09.85 № 382                                    | місцевого значення                                                              |      |
| 116     | Громадська бібліотека 1894 р. | вул. Спаська, 44                                                                                    | Розпорядження МОДА 20.03.97 № 155-р                                                   | місцевого значення                                                              |      |
| 117     | Житловий будинок ІІ пол. XIX ст. | вул. Спаська, 70                                                                                    | Розпорядження МОДА 20.03.97 № 155-р                                                   | місцевого значення                                                              |      |
| 118     | Річковий яхт-клуб 1904 р. | вул. Спортивна, 7                                                                                   | Розпорядження МОДА 20.03.97 № 155-р                                                   | місцевого значення                                                              |      |
| 119     | Турецький (султанський) фонтан 1789—1790 рр. | вул. Спортивна, 7                                                                                   | Розпорядження МОДА 20.03.97 № 155-р                                                   | місцевого значення                                                              |      |
| 120125  | Комплекс «Дача Кудрявцева», кінець XIX ст. | вул. Спортивна, 13                                                                                  | Розпорядження МОДА 20.03.97 № 155-р                                                   | місцевого значення                                                              |      |
| 126     | Олександро-Невська церква Миколаївського морського госпіталю (Госпітальна церква) 1886 р.                                                                               | вул. Госпітальна, 2                                                                                 | Розпорядження МОДА 20.03.97 № 155-р                                                   | місцевого значення                                                              |      |
| 127     | Свято-Миколаївська церква 1813—1817 рр. | вул. Фалєєвська, 4                                                                                  | Пост.РМ УРСР 24.08.63 № 970                                                           | національного значення                                                          |      |
| 128     | Житловий будинок XIX ст. | вул. Фалєєвська, 6                                                                                  | Розпорядження МОДА 20.03.97 № 155-р                                                   | місцевого значення                                                              |      |
| 129     | Руський банк для зовнішньої торгівлі 1911—1912 рр. | вул. Фалєєвська, 7                                                                                  | Розпорядження МОДА 20.03.97 № 155-р                                                   | місцевого значення                                                              |      |
| 130     | Санкт-Петербурзький Комерційний банк 1909 р. | вул. Фалєєвська, 14                                                                                 | Розпорядження МОДА 20.03.97 № 155-р                                                   | місцевого значення                                                              |      |
| 131     | Житловий будинок прибуткового типу, кінець XIX ст. | вул. Фалєєвська, 22                                                                                 | Розпорядження МОДА 20.03.97 № 155-р                                                   | місцевого значення                                                              |      |
| 132133  | Житловий будинок прибуткового типу, кінець XIX -початок XX ст. | вул. Фалєєвська, 24 (2 корпуси)                                                                     | Розпорядження МОДА 20.03.97 № 155-р                                                   | місцевого значення                                                              |      |
| 134     | Житловий будинок-особняк, початок XX ст. | вул. Шевченка, 15                                                                                   | Розпорядження МОДА 20.03.97 № 155-р                                                   | місцевого значення                                                              |      |
| 135136  | Ансамбль будівель громадського призначення ІІ пол. XIX ст. | вул. Шевченка, 45 (2 будинки)                                                                       | Розпорядження МОДА 20.03.97 № 155-р                                                   | місцевого значення                                                              |      |
| 137     | Житловий будинок 1840 р. | вул. Шевченка, 58                                                                                   | Розпорядження МОДА 20.03.97 № 155-р                                                   | місцевого значення                                                              |      |
| 138     | Житловий будинок прибуткового типу, кінець XIX ст. Будинок, в якому проходили засідання першої Ради робітничих депутатів 1905 р.                                        | вул. Шевченка, 64                                                                                   | Розпорядження МОДА 20.03.97 № 155-р Рішення МО 02.07.71 № 357                         | пам'ятка архітек. місцевого значення та пам'ятка історії місцевого значення     |      |

## Пам'ятки історії
| №п/п | Найменування пам'ятки | Адреса                                                    | Рішення                                                                     | значення                                           | Фото |
| ---- | --- | --------------------------------------------------------- | --------------------------------------------------------------------------- | -------------------------------------------------- | ---- |
| 1.   | Будинок, в якому мешкав віце-адмірал С. О. Макаров | вул. Адм. Макарова, 6                                     | Рішення МО 02.07.71 № 357                                                   | місцевого значення                                 |      |
| 2.   | Будинок, в якому мешкав командир Чорноморського флоту адмірал Корнилов В. О.                                                                                     | вул. Адміральська, 8                                      | Рішення МО 02.07.71 № 357                                                   | місцевого значення                                 |      |
| 3.   | Будинок, в якому розташовувалося Чорноморське гідрографічне депо, що відігравало важливу роль у розвитку культури в м. Миколаєві 1803—1833 роки                  | вул. Адміральська, 9-11                                   | Розпорядження Миколаївської облдержадміністрації 08.09.99 № 556-р           | місцевого значення                                 |      |
| 4.   | Будинок, в якому мешкав Константинов К. І. | вул. Артилерійська, 11                                    | Рішення МО 20.07.78 № 370                                                   | місцевого значення                                 |      |
| 5.   | Будинок, в якому жили письменник В. М. Гаршин та пропагандист ідей Ціолковського В. Рюмін 1881—1882 рр. 1902—1937 рр.                                            | вул. Артилерійська, 13                                    | Рішення МО 02.07.71 № 357                                                   | місцевого значення                                 |      |
| 6.   | Будинок, в якому розміщувалася підпільна друкарня, де видавалася більшовицька газета «Боротьба» 1908 р.                                                          | вул. Константинівська, 13                                 | Рішення МО 09.08.88 № 216                                                   | місцевого значення                                 |      |
| 7.   | Будівля, в якій знаходилася Рада фабричнозаводських комітетів м. Миколаєва 1918 р.                                                                               | вул. Велика Морська, 68 (в рішенні вказаний будинок № 60) | Рішення МО 23.07.85 № 334                                                   | місцевого значення                                 |      |
| 8.   | Будинок І. А. Чигрина, одного з керівників революційного руху в Миколаєві, з 1899 по 1902 рр. тут збиралися на сходки робітники заводу «Наваль»                  | вул. 2-а Воєнна, 15                                       | Рішення МО 02.07.71 № 357                                                   | місцевого значення                                 |      |
| 9.   | Будинок, в якому проходило 1-ше організаційне засідання Комітету підпільної організації «Миколаївський центр» 30 вересня 1942 р.                                 | вул. 5-а Воєнна, 35                                       | Розпорядження Миколаївської облдержадміністрації 08.09.99 № 556-р           | місцевого значення                                 |      |
| 10.  | Будинок, в якому лікувався О. М. Горький 1881 р. | вул. 2-а Екіпажна, 4                                      | Рішення МО 23.07.85 № 334                                                   | місцевого значення                                 |      |
| 11.  | Будинок, у якому розміщувалася школа, де навчався юний розвідник, член підпільної організації «Миколаївський центр» Шура Кобер 30-40 рр. XX ст.                  | вул. 1-а Госпітальна, 1                                   | Рішення МО 02.07.71 № 357                                                   | місцевого значення                                 |      |
| 12.  | Будівля, де проходило засідання «Союзу миколаївських робітників». 1897 р.                                                                                        | вул. Громадянська, 33                                     | Рішення МО 23.07.85 № 334                                                   | місцевого значення                                 |      |
| 13.  | Будинок, в якому мешкав Герой Радянського Союзу В. О. Гречишников 1941 р.                                                                                        | вул. Гречишникова, 17                                     | Рішення МО 20.07.78 № 370                                                   | місцевого значення                                 |      |
| 14.  | Будинок, в якому мешкав Герой Радянського Союзу М. П. Дмитрієв 20-30-ті роки XX ст. 1941 − 1945 рр.                                                              | вул. Дмитрієва, 47                                        | Рішення МО 20.07.78 № 370                                                   | місцевого значення                                 |      |
| 15.  | Будинок, в якому знаходився I-й Миколаївський губернський та повітовий Комітети КСМУ 1920—1922 рр.                                                               | вул. Декабристів, 18                                      | Рішення МО 20.07.78 № 370                                                   | місцевого значення                                 |      |
| 16.  | Будинок, в якому мешкав П. К. Саксаганський (Тобілевич) — один із корифеїв українського театру 1880−1883 рр.                                                     | вул. Інженерна, 2                                         | Розп. Миколаївської облдержадміністрації 08.09.99 № 556-р                   | місцевого значення                                 |      |
| 17.  | Будинок, де Ф. А. Сергєєв (Артем) проводив збори миколаївських більшовиків 1904 р.                                                                               | вул. Даля, 60                                             | Рішення МО 09.08.88 № 216                                                   | місцевого значення                                 |      |
| 18.  | Будинок, в якому в роки німецько-радянської війни мешкав розвідник, Герой Радянського Союзу В. О. Лягін 1941—1943 рр. Житловий будинок-особняк І-ша пол. XIX ст. | вул. Лягіна, 5                                            | Рішення МО 02.07.71 № 357 Розп. Микол облдержадміністрації 20.03.97 № 155-р | пам. історії та пам.архітектури місцевого значення |      |
| 19.  | Будинок, в якому був відкритий перший міський музей, і в якому деякий час розміщувалось миколаївське товариство «Просвіта» 1913 р.-сер. 20-х рр. XX ст., 1909 р. | вул. Мала Морська, 15                                     | Розпорядження Миколаївської облдержадміністрації 20.03.99 № 556-р           | місцевого значення                                 |      |
| 20.  | Будинок, в якому розміщувався комітет «Союзу соціалістичної молоді» 1918 р.                                                                                      | вул. Мала Морська, 25                                     | Рішення МО 02.07.71 № 357                                                   | місцевого значення                                 |      |
| 21.  | Будинок, в якому мешкав партійний та державний діяч В. П. Ногін 1904 р.                                                                                          | вул. Маріупольська, 30                                    | Рішення МО 23.07.85 № 334                                                   | місцевого значення                                 |      |
| 22.  | Будинок, в якому мешкав Г. М. Ге 1879—1887 рр. | вул. Наваринська, 25                                      | Рішення МО 09.08.88 № 216                                                   | місцевого значення                                 |      |
| 23.  | Будинок, в якому народився М. Аркас — фольклорист, автор опери «Катерина», історичний та громадський діяч, 7 січня 1853 р.(за н.ст.)                             | вул. Нікольська, 13                                       | Розпорядження Миколаївської облдержадміністрації 08.09.99 № 556-р           | місцевого значення                                 |      |
| 24.  | Будинок, в якому народився О. В. Поджіо 1798 р. | вул. Нікольська, 34-а                                     | Рішення МО 20.07.78 № 370                                                   | місцевого значення                                 |      |
| 25.  | Будинок, в якому Г. І. Петровський проводив нараду миколаївських більшовиків 1913 р.                                                                             | Промисловий провулок, 2 — вул. Новосельська               | Рішення МО 20.07.78 № 370                                                   | місцевого значення                                 |      |
| 26.  | Будинок, в якому знаходився штаб загону К. Ф. Ольшанського 1944 р.                                                                                               | вул. Ольшанців, 14                                        | Рішення МО 20.07.78 № 370                                                   | місцевого значення                                 |      |
| 27.  | Будівля, в якій знаходився міський комітет КСМУ та комсомольський клуб ім. А. Бебеля 1920—1922 р.р.                                                              | вул. Потьомкінська, 23                                    | Рішення МО 20.07.78 № 370                                                   | місцевого значення                                 |      |
| 28.  | Будинок, в якому знаходився перший комсомольський клуб ім. М. Онищенка та Л. Фельдмана 1919—1924 р.р.                                                            | вул. Потьомкінська, 216                                   | Рішення МО 20.07.78 № 370                                                   | місцевого значення                                 |      |
| 29.  | Будинок, в якому жив О. М. Гмирьов 1903—1905 р.р. | вул. Сидорчука, 4                                         | Рішення МО 09.08.88 № 216                                                   | місцевого значення                                 |      |
| 30.  | Будинок, в якому мешкав член підпільної організації, групи В. О. Лягіна О. П. Сидорчук 1941—1942 р.р. Будинок, в якому народився В. М. Образцов 1874 р.          | вул. Соборна, 4                                           | Рішення МО 02.07.71 № 357 Рішення МО від 09.08.88 № 216                     | місцевого значення                                 |      |
| 31.  | Будинок, в якому розміщувалася більшовицька друкарня 1905 р., 1919 р.                                                                                            | вул. 1-а Екіпажна, 28.                                    | Рішення МО 02.07.71 № 357                                                   | місцевого значення                                 |      |
| 32.  | Будівля, в якій знаходився міський комітет РСДРП 1917 р. | вул. Чкалова, 40                                          | Рішення МО 09.08.88 № 216                                                   | місцевого значення                                 |      |
| 33.  | Будинок, в якому мешкав Ф. Я. Кон 1904—1907 р.р. | вул. Шевченка, 20                                         | Рішення МО 09.08.88 № 216                                                   | місцевого значення                                 |      |
| 34.  | Будинок, в якому мешкав Г. М. Шкапін початок XX ст. | вул. Шевченка, 20                                         | Рішення МО 09.08.88 № 216                                                   | місцевого значення                                 |      |

### Пам'ятні місця
| Охоронний номер | Найменування пам'ятки | Адреса                                   | Рішення                                                            | значення           | Фото |
| --------------- | --- | ---------------------------------------- | ------------------------------------------------------------------ | ------------------ | ---- |
| 35.             | Місце боїв червоноармійців з німецькими інтервентами 1918 р. (є меморіальна дошка)                                                   | вул. Маріупольська, 4                    | Рішення МО 20.07.78 № 370                                          | місцевого значення |      |
| 36.             | Місце, де було проголошено Радянську владу в Миколаєві 1918 р. (є меморіальна дошка)                                                 | вул. Спаська, 48                         | Рішення МО 20.07.78 № 370                                          | місцевого значення |      |
| 37.             | Місце, де знаходилась будівля, в якій працювало бюро з прийому добровольців в Інтернаціональну дивізію 1919 р. (є меморіальна дошка) | вул. Велика Морська, 67                  | Рішення МО 09.08.88 № 216                                          | місцевого значення |      |
| 38.             | Місце, де знаходився постоялий двір, на якому зупинявся О. С. Пушкін 1820 р., 1824 р. (є меморіальна дошка)                          | вул. Шевченка, 64                        | Рішення МО 09.08.88 № 216                                          | місцевого значення |      |
| 39.             | Місце, де знаходилась будівля, в якій розміщувався штаб 58-ї дивізії під командуванням І. Ф. Федька 1919 р.                          | Старий залізничний вокзал                | Рішення МО 09.08.88 № 216                                          | місцевого значення |      |
| 40.             | Місце, де знаходився будинок сім'ї Аркасів сер. XIX-початок XX ст.ст. (є пам'ятний знак)                                             | вул. Соборна, 2 — ріг вул. Адміральської | Розпорядження Миколаївської облдержадміністрації. 08.09.99 № 556-р | місцевого значення |      |

### Пам'ятні знаки
| №п/п | Найменування пам'ятки | Адреса                                                   | Рішення                                            | значення           | Фото |
| ---- | --- | -------------------------------------------------------- | -------------------------------------------------- | ------------------ | ---- |
| 43.  | Пам'ятний знак воїнам-визволителям міста Миколаєва 1944 р.                                                                    | на перетині вулиці Декабристів та Центрального проспекта | Рішення МО 20.07.78 № 370                          | місцевого значення |      |
| 44.  | Пам'ятний знак на місці формування 38 комуністичного добровольчого інженерного полку 1941 р.                                  | Сиваський сквер                                          | Рішення МО 20.07.78 № 370                          | місцевого значення |      |
| 45.  | Пам'ятний знак на місці диверсії миколаївських підпільників 1942 р.                                                           | Парк Перемоги                                            | Рішення МО 20.07.78 № 370                          | місцевого значення |      |
| 46.  | Пам'ятний знак воїнамінтернаціоналістам 1979—1989 р.р. 1993 р. Автор: Ю. Т. Стєшин                                            | Парк Перемоги                                            | Розп. Микол. облдержадміністрації 08.09.99 № 556-р | місцевого значення |      |
| 47.  | Пам'ятний знак на місці підготовки до висадки загону десантників під командуванням К. Ф. Ольшанського 1944 р., рекон. 2004 р. | Біля цеху рибколгоспу ім. Ольшанців                      | Рішення МО 20.07.78 № 370                          | місцевого значення |      |
| 48.  | Пам'ятний знак жертвам голодомору в Україні 1932 −1933 р.р Встановлений у 1993 р.; Рекон. у 2003 р., 2008 р.                  | Ріг вулиць Будівельників та Кругової                     | Розп. Микол. облдержадміністрації 08.09.99 № 556-р | місцевого значення |      |

### Інші пам'ятки історії
| №п/п  | Найменування пам'ятки | Адреса | Рішення                                                              | Значення                                                                           | Фото |
| ----- | --- | --- | -------------------------------------------------------------------- | ---------------------------------------------------------------------------------- | ---- |
| 49.   | Костянтинівська батарея 1853—1856 р.р. | с. Мала Корениха | Рішення МО 02.07.71 № 357                                            | місцевого значення                                                                 |      |
| 50.   | Пам'ятник воїнам односельцям 1941 −1945 р.р. 1970 р. | Корабельний район, біля цвинтаря (вул. Гагаріна)                                                                               | Рішення МО 20.07.78 № 370                                            | місцевого значення                                                                 |      |
| 51.   | Пам'ятник на честь доблесної праці корабелів 1789—1989 рр. Встановлений у 1989 р. | просп. Центральний — ріг вул. Соборної                                                                                         | Розп. Микол. облдержадміністрації від 08.09.99 № 556-р               | місцевого значення                                                                 |      |
| 52.   | Пам'ятник на честь героїв-десантників загону К. Ф. Ольшанського березень 1944 р. 1968 р., 1970, рекон. у 2009 р. Автори: скульптори Ігнатьєв М. Л., Максименко Є. І.                                                              | вул. Ольшанців — Богоявленський пр. (Корабельний район, біля колишнього кінотеатру)                                            | Рішення МО 20.07.78 № 370                                            | пам. історії та монументального мистецтва місцевого значення                       |      |
| 53.   | Пам'ятник на місці перших маївок робітників м. Миколаєва 1898, 1912—1916, рестав. у 2008 р. | Парк «Ліски», біля кінотеатру «Іскра»                                                                                          | Ріш. Микол облвиконкому 20.07.78 № 370                               | місцевого значення                                                                 |      |
| 54.   | Пам'ятник державному діячу Г. І. Петровському 1917 р.1968 р. Автор: скульптор Ігнатьєв М. Л. | парк «Народний сад» (вулиця Сиваської дивізії, 3)                                                                              | Ріш. Микол облвиконкому 02.07.71 № 357                               | пам. історії та монументального мистецтва місцевого значення                       |      |
| 55-56 | Дві мармурові скульптури левів, що стояли біля входу до будинку сім'ї Аркасів по вул. Соборній, 2 сер. XIX ст.-1944 р. | вул. Соборна, Каштановий сквер (дві одиниці обліку)                                                                            | Розп. Микол. облдержадміністрації від 08.09.99 № 556-р               | місцевого значення                                                                 |      |
| 57    | Обеліск бійцям Червоної Армії, які загинули при переході через Сиваш 1920 р.1928 р. | Аркасівський сквер | Рішення МО 02.07.71 № 357                                            | місцевого значення                                                                 |      |
| 58    | Пам'ятник матросу Ігнатію Шевченку, герою Кримської війни, який служив у м. Миколаєві 1853 −1856 | вул. I-а Слобідська, поряд з будівельним коледжем                                                                              | Розп. Микол. облдержадміністрації від 08.09.99 № 556-р               | місцевого значення                                                                 |      |
| 59-60 | Меморіальний комплекс на честь 68-ми десантників-ольшанців 1944 р. 1965 р., 1974 р., рекон. у 2010 р. Автори: скульптор Поммер Ю. П., архітектори Душкін В. П., Попов В. П., Попова О. П.                                         | сквер десантників (перетин вул. Адміральської та вул. Соборної) (дві одиниці обліку: 1. Братська могила 2. Пам'ятник)          | Рішення МО 02.07.71 № 357 Рішення Микол. облвиконкому 15.09.81 № 498 | пам. монументального мистецтва місцевого значення                                  |      |
| 61    | Миколаївський некрополь — старий міський цивільний цвинтар та частина інтернаціонального цвинтаря к. XVIII ст. — 70-ті р.р. XX ст.                                                                                                | вул. Степова, 35 — Херсонське шосе                                                                                             | Розп. Микол. облдержадміністрації від 08.09.99 № 556-р               | місцевого значення                                                                 |      |
| 62    | Бюст Героя Радянського Союзу В. О. Гречишникова 1941—1945 рр. 1970 р. | Миколаївський професійний суднобудівний ліцей ім. Гречищникова (територія ДАХК «ЧСЗ»)                                          | Рішення Микол. облвиконкому 02.07.71 № 357                           | пам. історії та монументального мистецтва місцевого значення                       |      |
| 63-64 | Братська могила 80 миколаївських підпільників та жертв фашизму 1941—1945 рр., рекон. 2008 (до цього меморіального комплексу входить курган та пам'ятник скорботної матері)                                                        | Некрополь (старий цвинтар) вул. Степова, 35                                                                                    | Рішення МО 02.07.71 № 357                                            | місцевого значення                                                                 |      |
| 65    | Могила Героя Радянського Союзу М. С. Тинькова 1941—1945 р.р. | Некрополь (старий цивільний цвинтар) 1957 р.                                                                                   | Рішення МО 15.09.81 № 498                                            | місцевого значення                                                                 |      |
| 66    | Могила Героя Радянського Союзу Д. Й. Сухоненка 1943 р. 1954 р. | Некрополь (старий цивільний цвинтар)                                                                                           | Рішення МО 20.07.78 № 370                                            | місцевого значення                                                                 |      |
| 67    | Могила Ф. А. Комкова 1943 р. 1945 р. | Некрополь (старий цивільний цвинтар)                                                                                           | Рішення МО 20.07.78 № 370                                            | місцевого значення                                                                 |      |
| 68    | Братська могила 3 радянських воїнів, загиблих під час визволення Миколаївщини: Героя Радянського Союзу гвардії старшини М. І. Полещикова, гвардії полковника В. А. Каневського і гвардії полковника Л. Г. Троценка 1941—1945 р.р. | Некрополь (старий цивільний цвинтар) вул. Степова, 35                                                                          | Рішення МО 02.07.71 № 357                                            | місцевого значення                                                                 |      |
| 69    | Могила Героя Радянського Союзу Сергія Петровича Большакова (1918—1960) 1941—1945 рр. | Некрополь (старий цивільний цвинтар) вул. Степова, 35                                                                          | МО 02.07.71 № 357                                                    | місцевого значення                                                                 |      |
| 70    | Могила Героя Радянського Союзу Олексія Івановича Куприянова — учасника десанта К. Ф. Ольшанського 1941—1945 рр. 1957 р. | у 80-ті роки ХХ ст. перенесена на кладовище по вул. Автомобільній (Інгульський район, (за рішенням — старий цивільний цвинтар) | МО 02.07.71 № 357                                                    | місцевого значення                                                                 |      |
| 71    | Могила комісара однієї з частин 58-ї дивізії Олександра Володимировича Сергеєва, який загинув в оборонних боях за Миколаїв 1918—1920 р.р.                                                                                         | Некрополь (старий цивільний цвинтар) 1920 р.                                                                                   | МО 02.07.71 № 357                                                    | місцевого значення                                                                 |      |
| 72    | Могила С. І. Гайдученка 1922 р. | Некрополь (старий цивільний цвинтар) вул. Степова, 35                                                                          | Рішення МО 09.08.88 № 216                                            | місцевого значення                                                                 |      |
| 73    | Могила В. Рюміна 1874—1937 рр. 1966 р. | Некрополь (старий цивільний цвинтар)                                                                                           | МО 02.07.71 № 357                                                    | місцевого значення                                                                 |      |
| 74    | Могила-склеп композитора та етнографа М. Аркаса, засновника корабельні у м. Миколаєві М. Л. Фалєєва Склеп М. Аркаса 1883—1884, автор Іліссо Комбі                                                                                 | Некрополь (старий цивільний цвинтар) вул. Степова, 35                                                                          | Постанова км 03.09.2009 № 928 Розпорядження МОДА 20.03.97 № 155-р    | пам'ятка історії національного значення та пам'ятка архітектури місцевого значення |      |
| 75    | Братська могила учасників березневого повстання 1919 р. | Некрополь (старий цивільний цвинтар) вул. Степова, 35                                                                          | Рішення МО 09.08.88 № 216                                            | місцевого значення                                                                 |      |
| 76    | Могила Г. М. Ге 1830—1911 р.р. | Некрополь (старий цивільний цвинтар) вул. Степова, 35                                                                          | Рішення Миколаївського облвиконкому 23.07.85 № 334                   | місцевого значення                                                                 |      |
| 77    | Братська могила російських солдатів 1856 р. 1952 р. | Некрополь (старий цивільний цвинтар) вул. Степова, 35                                                                          | Рішення МО 23.07.85 № 334                                            | місцевого значення                                                                 |      |
| 78    | Братська могила російських солдатів 1856 р. 1952 р. | Некрополь (старий цивільний цвинтар) вул. Степова, 35                                                                          | Рішення МО 23.07.85 № 334                                            | місцевого значення                                                                 |      |
| 79    | Могила Я. Ф. Зінченка 1919 р. 1960 р. | Некрополь (старий цивільний цвинтар) вул. Степова, 35                                                                          | Рішення МО 15.09.81 № 498                                            | місцевого значення                                                                 |      |
| 80    | Могила Ф. Е. Спиридонова 1829 р. 1972 р. | Некрополь (старий цивільний цвинтар)                                                                                           | Рішення МО 20.07.78 № 370                                            | місцевого значення                                                                 |      |
| 81    | Могила І. П. Прокоф'єва 1829 р. 1965 р. | Некрополь (старий цивільний цвинтар)                                                                                           | Рішення МО 20.07.78 № 370                                            | місцевого значення                                                                 |      |
| 82    | Могила-склеп вченого, винахідника і громадського діяча В. Н. Каразіна | Некрополь (старий цивільний цвинтар) вул. Степова, 35                                                                          | Постанова км України 03.09.2009 № 928                                | національного значення                                                             |      |
| 83    | Могила капітана I ранга О. І. Казарського 1829 р. 1833 р. | Некрополь (старий цивільний цвинтар)                                                                                           | Рішення МО 02.07.71 № 357                                            | місцевого значення                                                                 |      |
| 84    | Могила Павла Петровича Сафронова (1885—1911 рр) проф. революціонера, кінець XIX -початок XX ст.ст. | Некрополь (старий цивільний цвинтар) вул. Степова, 35                                                                          | Рішення МО 02.07.71 № 357                                            | місцевого значення                                                                 |      |
| 85    | Могила піонерів, юних розвідників В. Хоменка і Ш. Кобера 1941—1942 рр. 1969 р., рекон. 2008 р. | Некрополь (старий цивільний цвинтар) вул. Степова, 35                                                                          | Рішення МО 02.07.71 № 371                                            | місцевого значення                                                                 |      |
| 86-87 | Братська могила 902 (за старими даними, за новими даними − 1211) радянських воїнів (воїнський меморіал) 1944 р. 1969 р., рекон. 2003 −2009 рр.                                                                                    | Некрополь (військовий цвинтар) вул. Степова, 35                                                                                | Рішення МО 20.07.78 № 370                                            | місцевого значення                                                                 |      |
| 88    | Могила лейтенанта 248-го гвардійського полку 31-ї стрілецької дивізії А. І. Зубанова (1923—1944 рр.) та двох невідомих воїнів, які загинули при визволенні Миколаєва 1941—1945 рр. 1945 р.                                        | Некрополь (старий цивільний цвинтар) вул. Степова, 35                                                                          | Рішення МО 02.07.71 № 357                                            | місцевого значення                                                                 |      |
| 89    | Братська могила 4-х воїнів Радянської Армії, які загинули при звільненні Миколаєва 1941—1945 рр. 1945 р. | Некрополь (старий цивільний цвинтар) вул. Степова, 35                                                                          | Рішення МО 02.07.71 № 357                                            | місцевого значення                                                                 |      |
| 90    | Могила командира кулеметної роти лейтенанта І. І. Іванова (1911—1944 р.р.), загинув 24 березня 1944 р. при звільненні Миколаєва 1941—1945 рр. 1945 р.                                                                             | Некрополь (старий цивільний цвинтар) вул. Степова, 35                                                                          | Рішення МО 02.07.71 № 357                                            | місцевого значення                                                                 |      |
| 91    | Могила О. П. Сидорчука (1913—1942 рр.) — члена розв.-диверсійної групи В. О. Лягіна 1941—1945 рр. 1945 р. | Некрополь (старий цивільний цвинтар) вул. Степова, 35                                                                          | Рішення МО 02.07.71 № 357                                            | місцевого значення                                                                 |      |
| 92-93 | Братська могила радянських воїнів та пам'ятник воїнам-односельцям 1944 р. 1941—1945 рр. 1970 р. (до комплексу входе пам'ятник та поховання)                                                                                       | Тернівка, біля будівлі селищної ради                                                                                           | Рішення МО 20.07.78 № 370                                            | місцевого значення                                                                 |      |
| 94-95 | Братська могила радянських воїнів (до комплексу входить пам'ятник та поховання) | Варварівка (біля стадіону) | Рішення МО 20.07.78 № 370                                            | місцевого значення                                                                 |      |
| 96    | Братська могила військовополонених та мирних жителів, яких було страчено німецько-фашистськими окупантами 1941—1944 рр. 1984 р.                                                                                                   | с. Темвод | Розпорядження Миколаївської облдержадміністрації 08.09.99 № 556-р    | місцевого значення                                                                 |      |
| 97-98 | Братська могила радянських воїнів 1944 р. р., рекон. у 2008 р. (до комплексу входить пам'ятник та поховання) | Корабельний район, парк біля колишнього універмагу (вул. Ольшанців — пр. Богоявленський)                                       | Рішення МО 20.07.78 № 370                                            | місцевого значення                                                                 |      |
| 99    | Могила М. І. Іванова 1923 р. 1973 р. | Тернівка, біля будівлі селищної ради (зараз територіальне управління)                                                          | Рішення МО 20.07.78 № 370                                            | місцевого значення                                                                 |      |
| 100   | Братська могила жертв фашизму та радянських воїнів, що загинули під час окупації та визволення Миколаєва 1941—1945 р.р. березень 1944 р.                                                                                          | с. Балабанівка, біля спорткомплексу «Водолій»                                                                                  | Розпорядження Миколаївської облдержадміністрації 08.09.99 № 556-р    | місцевого значення                                                                 |      |
| 101   | Братська могила радянських воїнів, які загинули під час визволення Миколаєва від фашистських загарбників березень 1944 р. | Біля залізничної станції Кульбакине                                                                                            | Розпорядження Миколаївської облдержадміністрації 08.09.99 № 556-р    | місцевого значення                                                                 |      |
| 102   | Братська могила радянських воїнів, які загинули під час визволення Миколаєва від фашистських загарбників березень 1944 р. | с. Широка Балка цвинтар | Розпорядження Миколаївської облдержадміністрації 08.09.99 № 556-р    | місцевого значення                                                                 |      |
| 103   | Братська могила радянських воїнів, які загинули під час визволення Миколаєва від фашистських загарбників березень 1944 р. | с. Широка Балка цвинтар | Розпорядження Миколаївської облдержадміністрації 08.09.99 № 556-р    | місцевого значення                                                                 |      |
| 104   | Братська могила радянських воїнів | с. Велика Корениха | Ріш. облвиконкому 02.07.71 № 357                                     | місцевого значення                                                                 |      |
| 105   | Братська могила героїв Шипки та Плєвни 1877 р. | с. Широка Балка цвинтар | Розпорядження Миколаївської облдержадміністрації 08.09.99 № 556-р    | місцевого значення                                                                 |      |
| 106   | Братська могила 16 комунарів, загиблих в с. Нечаяне (Козлово) від рук куркулів у травні 1919 р. 1920 р. | Некрополь (інтернаціональний цвинтар)                                                                                          | Рішення МО 02.07.71 № 357                                            | місцевого значення                                                                 |      |
| 107   | Могила І. А. Мухіна (1868—1924 р.р.) професіонального революціонера, одного з організаторів «Південноросійського робітничого союзу» кін.-XIX-початок XX ст.ст.                                                                    | Некрополь (інтернаціональний цвинтар)                                                                                          | Рішення МО 02.07.71 № 357                                            | місцевого значення                                                                 |      |
| 108   | Братська могила 26 червоних бійців, загиблих під час куркульського повстання у с. Матвіївка (Красноє) Новоодеського району У серпні 1919 р.                                                                                       | Некропольінтернаціональний цвинтар                                                                                             | Рішення МО 02.07.71 № 357                                            | місцевого значення                                                                 |      |
| 109   | Могила Ернеста Францевича Кужела (1891—1934), учасника громадянської війни, директора суднобудівного заводу ім. А. Марті 1917—1934 рр. 1971 р.                                                                                    | Некрополь (інтернаціональний цвинтар)                                                                                          | Рішення МО 02.07.71 № 357                                            | місцевого значення                                                                 |      |

## Пам'ятки монументального мистецтва
| № п/п | Найменування пам'ятки | Адреса                                                                                          | Рішення                                        | значення                                                     | Фото |
| ----- | --- | ----------------------------------------------------------------------------------------------- | ---------------------------------------------- | ------------------------------------------------------------ | ---- |
| 1     | Бюст адмірала П. С. Нахімова 1802—1855 рр. 1978 р. Автори: скульптори Коптєв А. А., Сапєлкін О. Л., архітектор Попов В. П.                                                                                             | вул. Адміральська, 4                                                                            | Рішення МО 15.09.81 № 498                      | пам. історії та монументального мистецтва місцевого значення |      |
| 2     | Бюст адмірала Ф. Белінсгаузена 1778—1852 рр. 1978 р. Автори: скульптор Коптєв А. А., Сапєлкін О. Л., архітектор Попов В. П.                                                                                            | вул. Адміральська, 4                                                                            | Рішення МО 15.09.81 № 498                      | пам. історії та монументального мистецтва місцевого значення |      |
| 3     | Бюст адмірала Г. І. Бутакова 1820—1882 рр. 1978 р. Автори: скульптор Здіховський О. О., архітектор Попов В. П. | вул. Адміральська, 4                                                                            | Рішення МО 15.09.81 № 498                      | пам. історії та монументального мистецтва місцевого значення |      |
| 4     | Бюст віце-адмірала В. О. Корнілова 1806—1854 рр.1978 р. Автори: скульптор Макушин Ю. А., архітектор Попов В. П. | вул. Адміральська, 4                                                                            | Рішення МО 15.09.81 № 498                      | пам. історії та монументального мистецтва місцевого значення |      |
| 5     | Бюст адмірала Ф. Ушакова 1744—1817 рр. 1978 р. Автори: скульптор Здіховський О. О., архітектор Попов В. П. | вул. Адміральська, 4                                                                            | Рішення МО 15.09.81 № 498                      | пам. історії та монументального мистецтва місцевого значення |      |
| 6     | Бюст адмірала М. П. Лазарєва 1788—1851 рр. 1978 р. Автори: скульптори Коптєв А. А., Сапєлкін О. Л., архітектор Попов В. П.                                                                                             | вул. Адміральська, 4                                                                            | Рішення МО 15.09.81 № 498                      | пам. історії та монументального мистецтва місцевого значення |      |
| 7     | Пам'ятник композитору М. А. Римському-Корсакову 1874—1881 рр. 1977 р. Автори: скульптор Здіховський О. О., архітектор Греков Ю. С.                                                                                     | вул. Адміральська, 11                                                                           | Рішення МО 15.09.81 № 498                      | пам. історії та монументального мистецтва місцевого значення |      |
| 8     | Пам'ятник видатному епідеміологу Д. С. Самойловичу 1744—1805 рр. 1969 р. Автор: скульптор Сапєлкін О. Л. | вул. Київська, 1                                                                                | Рішення МО 20.07.78 № 370                      | пам. історії та монументального мистецтва місцевого значення |      |
| 9     | Пам'ятник борцям за владу Рад 1919 р. 1967 р. Скульптори Лисенко М. Г., Сухоненко В. В., Назаренко М. Т., Міщук М. П., Міненко В. 0.                                                                                   | площа Комунарів (вул. Набережна, вул. 2-а Слобідська, вул. 68-ми Десантників, проїзд без назви) | Рішення МО 02.07.71 № 357                      | пам. історії та монументального мистецтва місцевого значення |      |
| 10    | Пам'ятний знак Ленінському комсомолу 1918—1978 рр. 1978 р. Скульптор Макушин Ю. А. архітектор Попова О. П. | парк «Юність» (Богоявленський проспект)                                                         | Рішення МО 15.09.81 № 498                      | місцевого значення                                           |      |
| 11    | Пам'ятний знак працівникам міліції, полеглим в період становлення радянської влади та при захисті Вітчизни 1917—1977 рр. Автори: скульптори Макушин Ю. А., Макушина І. В., Архітектор: Якимович С. К., Казмірчук П. О. | перетин просп. Центрального та вул. Садової                                                     | Рішення МО 15.09.81 № 498                      | місцевого значення                                           |      |
| 12    | Пам'ятник В. І. Леніну 1917 р. 1957 р. Автори: скульптор Мікотадзе Ш. М., архітектори Марачинський О. К., Добровольська В. І., Пейсахіс І. І., Семенова А. Я., Скуратовська Г. П.                                      | площа Соборна                                                                                   | Рішення МО 02.07.71 № 357                      | місцевого значення                                           |      |
| 13    | Пам'ятник Герою Радянського Союзу В. О. Лягіну 1941—1943 рр. Автори: скульптори Ігнатьєв М. Л., Максименко Є. М., архітектор Портних О. Р.                                                                             | вул. Лягіна — просп. Центральний                                                                | Рішення МО 20.07.78 № 370                      | пам. історії та монументального мистецтва місцевого значення |      |
| 14    | Пам'ятник великому російському поету О. С. Пушкіну 1988 р. Автори: скульптор Макушин Ю. А., архітектор Попова О. П. | вул. Набережна — ріг вул. Пушкінської                                                           | Розп. Миколаїв. облдержадмін. 08.09.99 № 556-р | місцевого значення                                           |      |
| 15    | Пам'ятник юним героям В. Хоменку та Ш. Коберу 1942 р.1959 р. Автори: скульптори Судвіна Т. Г., Князік А. Б., архітектор Тягно Ю. Б.                                                                                    | сквер Юних Героїв                                                                               | Рішення МО 02.07.71 № 357                      | пам. історії та монументального мистецтва місцевого значення |      |
| 16    | Пам'ятник громадськополітичному діячу І. А. Чигрину 1879—1919 рр. 1974 р. Автор: скульптор Здіховський О. О. | перетин вул. Пограничної та просп. Центрального (біля міжміського автовокзалу)                  | Рішення МО 20.07.78 № 370                      | пам. історії та монументального мистецтва місцевого значення |      |
| 17    | Пам'ятник О. М. Гмирьову 1905 р. 1968 р. Автори: скульптор Здіховський О. О., архітектор Теляшова Є. П. | сквер Університетський (вул. Нікольська, вул. Артилерійська)                                    | Рішення МО 02.07.71 № 357                      | пам. історії та монументального мистецтва місцевого значення |      |
| 18    | Пам'ятник великому українському поету Т. Г. Шевченку 1814—1861 р.р. 1954 р., 1986 р. Автор: скульптор Ковальчук Г. О.                                                                                                  | сквер ім. Шевченка                                                                              | Рішення МО 02.07.71 № 357                      | місцевого значення                                           |      |
| 19    | Бюст Героя Радянського Союзу К. Ф. Ольшанського 1944 р. 1965 р. Автори: скульптор Здіховський О. О., архітектор Пластіков В. В.                                                                                        | територія Миколаївського морського торговельного порту                                          | Рішення МО 02.07.71 № 357                      | пам. історії та монументального мистецтва місцевого значення |      |
| 20    | Пам'ятник видатному флотоводцю та вченому, віце-адміралу С. О. Макарову 1976 р. Автори: скульптори Коптєв А. А., Сапєлкін О. Л., проектант Стєшин Ю. Т., архітектор Руденко Ю.                                         | Флотський бульвар                                                                               | Рішення МО 15.09.81 № 498                      | пам. історії та монументального мистецтва місцевого значення |      |
| 21    | Пам'ятник Герою Радянського Союзу В. О. Лягіну 1941—1945 рр. 1969 р. Автор: скульптор Макушина І. В. | вул. Робоча, 8 (територія ЗОШ № 22)                                                             | Рішення МО 20.07.78 № 370                      | пам. історії та монументального мистецтва місцевого значення |      |